# Pooler
Pooler est une ville du comté de Chatham en Géorgie, aux États-Unis.

## Démographie
| 1910 | 1920 | 1930 | 1940 | 1950 | 1960  |
| ---- | ---- | ---- | ---- | ---- | ----- |
| 337  | 443  | 499  | 736  | 818  | 1 073 |

| 1970  | 1980  | 1990  | 2000  | 2010   | - |
| ----- | ----- | ----- | ----- | ------ | - |
| 1 517 | 2 540 | 4 453 | 6 239 | 19 140 | - |